# Cimarron (pel·lícula de 1931)
 Cimarron és un western estatunidenc dirigit per Wesley Ruggles el 1931.

## Argument
Quan s'obre als colons el territori d'Oklahoma el 1889, Yancey Cravat demana una parcel·la i hi va des de Wichita amb la seva família. Editor de diari, jurista, Cravat esdevé un ciutadà de relleu de la ciutat d'Osage. Però quan la ciutat sembla instal·lada en la rutina, se'n va cap al Cherokee Strip (zona de territori cherokee), deixant la seva família darrere d'ell. A conseqüència de la seva absència, la seva esposa Sabra s'ha d'espavilar per a la seva subsistència, i es converteix aviat en la defensa dels seus propis drets.

## Repartiment
- Richard Dix: Yancey Cravat
- Irene Dunne: Sabra Cravat
- Estelle Taylor: Dixie Lee
- Nance O'Neil: Felice Venable
- William Collier Jr.: Kid
- Roscoe Ates: Jesse Rickey
- George E. Stone: Sol Levy
- Stanley Fields: Lon Yountis
- Robert McWade: Louis Hefner
- Edna May Oliver: Sra. Tracy Wyatt
- Judith Barrett (Nancy Dover): Donna Cravat
- Eugene Jackson: Isaiah

## Premis i nominacions

### Premis
- 1931. Oscar a la millor pel·lícula
- 1931. Oscar al millor guió adaptat per Howard Estabrook
- 1931. Oscar a la millor direcció artística per

### Nominacions
- 1931. Oscar al millor actor per Richard Dix
- 1931. Oscar a la millor actriu per Irene Dunne
- 1931. Oscar al millor director per Wesley Ruggles
- 1931. Oscar a la millor fotografia per Edward Cronjager
- 1931. Medalla d'honor de la Photoplay Awards per a Louis Sarecky.

## Crítica
Saga familiar desenvolupada en l'escenari de western, que resumeix convenientment la novel·la de Ferber. Una pel·lícula, el prestigi de la qual se suporta en la producció (lloable esforç en els començaments del sonor) més que en els seus valors moderats de posada en escena.

## Anècdotes
- Remake de 1960 ;
- Far and Away (1992) de Ron Howard és inspirada també en la riuada cap a Oklahoma de 1889, però no en la novel·la d'Edna Ferber.